# Il grande caldo
Il grande caldo (The Big Heat) è un film del 1953 diretto da Fritz Lang.
L'espressione The Big Heat, il titolo originale del film, non indica solo un'estate torrida: nel gergo della malavita americana, è l'elevarsi del livello di guardia della polizia nei confronti della criminalità.

## Trama
Indagando sul suicidio di un collega, nonostante le pressioni dei superiori affinché non se ne occupi, il sergente Dave Bannion scopre una fitta rete criminale che avvolge nelle maglie della corruzione gran parte della città. Chiave della vicenda è la vedova del collega suicida, Bertha, la quale è in possesso di un diario del defunto ove sono esposte le prove della collusione fra la malavita, alcuni personaggi della politica e parte della stessa polizia: la scaltrezza della donna sta nell'aver combinato le cose in modo tale che, in caso di suo decesso, queste carte finiscano in mano ai giornalisti, il che le consente di ricattare il boss della mala, che si nasconde dietro un'aura di rispettabilità, Lagana.
Addentrarsi nell'indagine costerà a Bannion la vita della moglie, uccisa da una bomba piazzata nella sua auto e destinata a lui. Sospeso dalla polizia, Bannion decide di farsi giustizia da solo, aiutato da Debbie Marsh, la donna di Vince Stone, capo degli scagnozzi del boss Lagana, sfigurata in volto dal caffè bollente gettatole in faccia dal violento amante. Sarà proprio Debbie a risolvere la situazione uccidendo Bertha ed innescando così l'inarrestabile sequenza di eventi che porterà all'incriminazione di Lagana, dei suoi corrotti funzionari ed al reintegro di Dave Bannion nella polizia.

## Produzione
Realizzato dalla Columbia in un momento di crisi dell'industria cinematografica, il film ebbe una gestazione brevissima e un'altrettanto rapida realizzazione: i diritti furono acquistati il 12 gennaio 1953 e il 20 febbraio fu reso noto il nome del regista, Fritz Lang. Pochi giorni dopo si definì anche il cast, ossia Glenn Ford, Lee Marvin, Jocelyn Brando e Gloria Grahame.

### Soggetto
Il grande caldo è tratto dall'omonimo romanzo, uscito a puntate sul Saturday Evening Post nel 1952 e scritto da William P. McGivern, "il cantore principale dell'angosciata epopea del poliziotto del dopoguerra", ma "il materiale è puro Lang adattato ai tempi nuovi"..

### Riprese
Le riprese ebbero luogo fra il 14 marzo e il 15 aprile 1953.

## Accoglienza
La censura statunitense assegnò al film una X e, mentre il pubblico rimase sconcertato per la violenza usata oltre le convenzioni fino ad allora accettate nel cinema, la critica recensì il film in maniera molto positiva. Il critico Bosley Crowther del New York Times lodò l'interpretazione di Glenn Ford. Variety descrisse la regia di Lang come "intensa" e "potente".
Oggi, Il grande caldo è considerato un classico del cinema noir, spesso citato tra i migliori film del genere.

## Lang e Chandler, Dave e Marlowe
Il detective privato chandleriano aggira le alte pareti del destino filosofando da esistenzialista e si rompe la testa solo quando non ha scelta; il sergente langhiano invece è un ariete, un cupo montone infuriato.»
(Stefano Socci, Fritz Lang, pp. 103-104)

## Temi langhiani
- La doppia natura dell'uomo

Nella descrizione del protagonista Dave Bannion, Fritz Lang riprende un soggetto ricorrente nei suoi film americani, ossia quello di un americano qualunque, pacifico e socialmente inquadrato, che "per reagire a un'ingiustizia sconvolgente si isola dal mondo e affonda nell'odio, nella violenza e nella vendetta". Qui vi si aggiunge l'aggravante che a trasformarsi in un giustiziere è un poliziotto, un uomo delle istituzioni e non della folla.
La duplicità della natura umana è rappresentata da Lang da una metafora visiva di grande intensità: il volto bellissimo di Gloria Grahame per metà sfigurato dall'ustione provocata dal caffè bollente lanciatole addosso dall'amante violento e geloso. Viene in mente anche la faccia di Emma Robey coperta dal foulard in Dietro la porta chiusa e il viso di Alice Reed, per metà velato dall'ombra, in La donna del ritratto.
- Il Male

A rappresentare il Male nel film sono in particolare il sadico e violento Vince Stone (interpretato da un allucinato Lee Marvin), che rappresenta la violenza bruta, e il più sottile Mike Lagana (Alexander Scourby), che dietro una facciata rispettabile nasconde un abisso di malvagità senza fine.

## Tecnica cinematografica
Lotte H. Eisner così descrive la prima scena del film:
(Lotte Eisner, Fritz Lang, p. 280)
L'efficacia di questa scena fu anche dovuta alla censura statunitense, che non consentiva la ripresa di un suicidio. Racconta ironicamente lo stesso Lang che aveva ricevuto una lettera dal suo produttore Robert Arthur, in data 10 aprile 1953, che gli chiedeva di rispettare il Breen Office, di non mostrare gli omicidi e farli avvenire fuori campo. Ciò lo costrinse a escogitare soluzioni di suggestiva intensità.

## Riconoscimenti
Nel 2011 è stato scelto per essere conservato nel National Film Registry della Biblioteca del Congresso degli Stati Uniti.

## Manifesti e locandine
In Italia i manifesti e le locandine del film furono realizzati dal pittore cartellonista Anselmo Ballester.